# Tour du Limousin
Tour du Limousin – wyścig kolarski rozgrywany we Francji, w regionie Limousin, co roku w sierpniu. Od 2005 roku należy do cyklu UCI Europe Tour i jest zaliczany do kategorii 2.1, w latach 2011-2012 miał najwyższą kategorię po UCI World Tour - 2.HC. 
Wyścig odbył się po raz pierwszy w roku 1968 i organizowany jest co rok. Rekordzistami pod względem zwycięstw w klasyfikacji generalnej jest piątka Francuzów – François Dubreuil, Bernard Hinault, Patrice Halgand, Charly Mottet i Pierrick Fédrigo - po dwa triumfy. 
W 1974 roku zwyciężył w tym wyścigu Ryszard Szurkowski.

## Lista zwycięzców
Opracowano na podstawie:
| Rok  | Pierwsze            | Drugie                | Trzecie                   |
| ---- | ------------------- | --------------------- | ------------------------- |
| 1968 | Pierre Martelozzo   | Jean-Pierre Paranteau | Claude Orus               |
| 1969 | Paul Gutty          | Juan Carlos Cariñena  | Jean-Pierre Paranteau     |
| 1970 | Francis Duteil      | Philippe Bodier       | Raymond Breuil            |
| 1971 | Francis Dubreuil    | Michel Pitard         | Luc Pels                  |
| 1972 | Jurij Dmitriew      | Hennie Kuiper         | Vassili Bieloussov        |
| 1973 | Francis Dubreuil    | Pierre Rivory         | Francois Fiordalisy       |
| 1974 | Ryszard Szurkowski  | Józef Kaczmarek       | Saïd Gusseïnov            |
| 1975 | Francis Campaner    | Raymond Poulidor      | Hubert Mathis             |
| 1976 | Bernard Hinault     | Jean Chassang         | Roger Legeay              |
| 1977 | Bernard Hinault     | Jacques Bossis        | Pierre-Raymond Villemiane |
| 1978 | Gilbert Chaumaz     | Jacques Bossis        | Hubert Arbès              |
| 1979 | Bernard Vallet      | Pierre Bazzo          | Jean-René Bernaudeau      |
| 1980 | René Bittinger      | Bernard Pineau        | Claude Vincendeau         |
| 1981 | Marc Madiot         | Dominique Arnaud      | Pierre-Henri Menthéour    |
| 1982 | Éric Salomon        | Marc Madiot           | Pascal Simon              |
| 1983 | Dominique Arnaud    | Pierre Bazzo          | Dominique Garde           |
| 1984 | Kim Andersen        | Marc Madiot           | Éric Boyer                |
| 1985 | Thierry Marie       | Benno Wiss            | Jean-Claude Garde         |
| 1986 | Dominique Gaigne    | Ronan Pensec          | Denis Leproux             |
| 1987 | Charly Mottet       | Bruno Cornillet       | Marc Gomez                |
| 1988 | Jean-Marc Manfrin   | Joey McLoughlin       | Johnny Weltz              |
| 1989 | Thierry Claveyrolat | Christian Chaubet     | Luc Leblanc               |
| 1990 | Martial Gayant      | Bruno Cornillet       | Laurent Pillon            |
| 1991 | Michel Vermote      | Denis Roux            | Michael Engleman          |
| 1992 | Éric Boyer          | Melchor Mauri         | Serge Baguet              |
| 1993 | Charly Mottet       | Richard Virenque      | Gilles Delion             |
| 1994 | Jens Heppner        | Bruno Cornillet       | Laurent Roux              |
| 1995 | Andrei Tchmil       | Jan Ullrich           | Didier Rous               |
| 1996 | Laurent Brochard    | Michael Blaudzun      | Pascal Chanteur           |
| 1997 | Lauri Aus           | Gilles Bouvard        | Cédric Vasseur            |
| 1998 | Vincent Cali        | Bobby Julich          | Jacky Durand              |
| 1999 | Stéphane Heulot     | Grzegorz Gwiazdowski  | Lauri Aus                 |
| 2000 | Patrice Halgand     | Jean-Cyril Robin      | Stéphane Heulot           |
| 2001 | Franck Bouyer       | Patrick Jonker        | David Moncoutié           |
| 2002 | Patrice Halgand     | Guido Trentin         | Pierrick Fédrigo          |
| 2003 | Massimiliano Lelli  | Laurent Lefèvre       | Thor Hushovd              |
| 2004 | Pierrick Fédrigo    | Patrick Calcagni      | Franck Rénier             |
| 2005 | Sébastien Joly      | Samuel Dumoulin       | Leonardo Bertagnolli      |
| 2006 | Leonardo Duque      | Pierrick Fédrigo      | Yukiya Arashiro           |
| 2007 | Pierrick Fédrigo    | Óscar Pereiro Sio     | Anthony Charteau          |
| 2008 | Sébastien Hinault   | Allan Davis           | Yukiya Arashiro           |
| 2009 | Mathieu Perget      | David Arroyo          | Xavier Florencio          |
| 2010 | Gustav Larsson      | Sebastian Langeveld   | Nicolas Vogondy           |
| 2011 | Björn Leukemans     | Matthieu Ladagnous    | Florian Guillou           |
| 2012 | Yukiya Arashiro     | Jérémy Roy            | Fabien Schmidt            |
| 2013 | Martin Elmiger      | Yukiya Arashiro       | Andrea Di Corrado         |
| 2014 | Mauro Finetto       | Björn Leukemans       | Davide Rebellin           |
| 2015 | Sonny Colbrelli     | Jesús Herrada         | Rudy Molard               |
| 2016 | Joseph Rosskopf     | Sonny Colbrelli       | Hubert Dupont             |
| 2017 | Alexis Vuillermoz   | Élie Gesbert          | Francesco Gavazzi         |
| 2018 | Nicolas Edet        | Marco Canola          | Anthony Roux              |
| 2019 | Benoît Cosnefroy    | Lilian Calmejane      | Guillaume Martin          |
| 2020 | Luca Wackermann     | Jake Stewart          | Rui Costa                 |
| 2021 | Warren Barguil      | Franck Bonnamour      | Pierre-Luc Périchon       |
| 2022 | Alex Aranburu       | Diego Ulissi          | Greg Van Avermaet         |
| 2023 | Romain Grégoire     | Benoît Cosnefroy      | Michael Storer            |
| 2024 | Alex Baudin         | Orluis Aular          | Axel Zingle               |
| 2025 |                     |                       |                           |

W latach 1968–1974 wyścig był dostępny tylko dla amatorów.